# Suijin
Suijin (水神) is de shintoïstische god van het water, maar de naam wordt vaak als overkoepelende aanduiding gebruikt voor alle mythische wezens die in water te vinden zijn. In heel Japan zijn er schrijnen waar men de Suijin vereert.
Doordat verschillende religies en tradities die in Japan voorkomen zich de Suijin hebben eigengemaakt, is de Suijin ook nog bekend onder andere namen, zoals: Mizu no Kamisama (水の神様), Suiten (水天) en Sui-ō (水王). De aspecten van Suijin in de verschillende religies wordt hier verder uitgebreid.

## Shintoïsme
Het shintoïsme of shintō (神道) is een mix van oude religies en rituelen die al sinds de oudheid in Japan hebben bestaan. Deze oude, inheemse religie heeft als zodanig geen stichter. Het shintoïsme is gericht op bovennatuurlijke krachten en de natuur.

### Mythen
In de Shintō-traditie is de Suijin of Mizu no Kamisama een watergod die optreedt als beschermgod van vissers, vruchtbaarheid, moederschap en een gemakkelijke geboorte.
Bij verscheidene schrijnen heerst het geloof dat de watergod afstamt van Ame no Minakanushi (天御中主大神). Dit is volgens de Kojiki de eerste alleenstaande Kami die ontstond. Vooraf kwamen Kami namelijk altijd in paren.
Fundama (船玉 of 船霊) is de godin van de oceaan en de veilige vaart. Zij zou goede vangsten beloven en wordt dus alom aanbeden door Japanse vissersmannen. Haar schrijn is te vinden in de masten van schepen.

### Heiligdommen

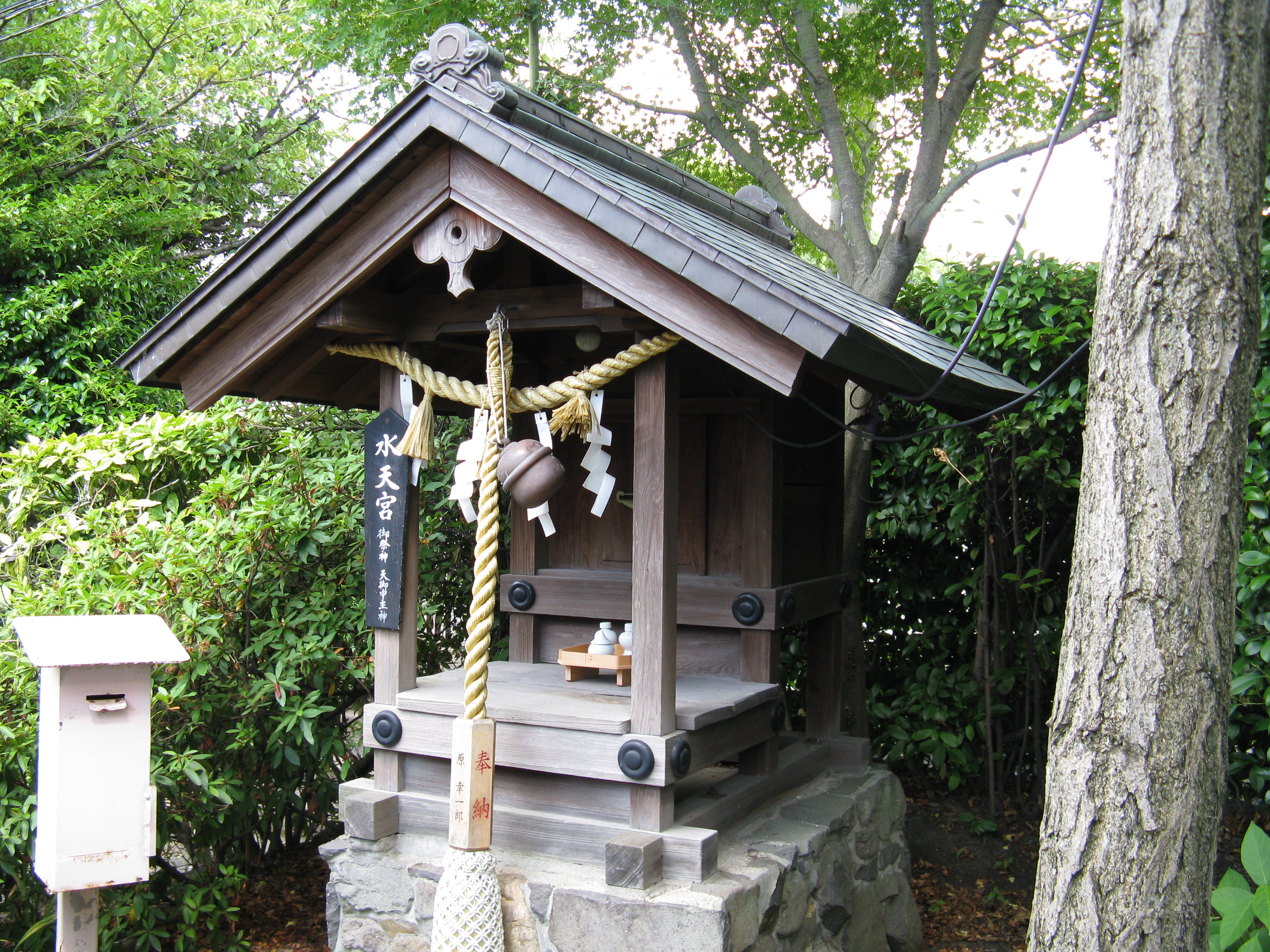
Schrijn voor de god Tajihayahime-no-mikoto

Op het platteland zijn op verschillende plaatsen Suitengū (水天宮) schrijnen te vinden. Dit zijn stenen heiligdommen gewijd aan de watergod. De bekendste Suitengū staat in Kurume in prefectuur Fukuoka, waar vooral wordt gebeden voor een veilige en makkelijke geboorte. Een andere groot schrijn is het Tsukiji Suijin schrijn, te vinden op de Tsukiji vismarkt in Tokio. Daar wordt voornamelijk gebeden om bescherming voor vissers.
Verder zijn er ook schrijnen te vinden bij rijstvelden, rivieren, bergbeken, irrigatiekanalen en waterwegen, maar ook bij huishoudelijke putten, riolen en septische putten. Zelden wordt de god in zulke schrijnen mensachtig afgebeeld.
Soms gebeurt het ook dat het schrijn voor de watergod beschreven wordt als voor een 'water verdelende god' (Mikumari no Kami 水分神). Deze zijn bijvoorbeeld te vinden bij bergbronnen, waardoor het schrijn ook weleens geassocieerd wordt met de plaatselijke berg-god (Yama no Kami 山の神).

### Feestdagen
- Suijin Matsuri 水神祭 (1 december en 15 juni): festival dat op meerdere plaatsen in Japan op die dagen gehouden wordt ter ere van de God van het water.
- Kamakura Matsuri 鎌倉祭 (rond 15-17 februari): festival dat specifiek is aan de prefectuur Akita en al 400 jaar meegaat. Men bouwt iglo's (of kamakura) ter ere van de Suijin, waarmee men een goede teelt voor het komende jaar wil verzekeren.
- Suijin-sai 水神祭 (3 april): festival aan de vishaven van Funabashi in de prefectuur Chiba. Suijin-sai wordt ook wel Funa-sai (船祭) genoemd. De vissersboten uit de buurt verzamelen bij de haven en laten hun vlaggen wapperen. Tegelijkertijd wordt het Kagura ritueel[1] aan boord van de boten uitgevoerd. Het Suijin-sai festival wordt gehouden sinds de Edoperiode, om te bidden voor een goede vangst en veiligheid op zee.
- Gion Matsuri 祇園祭 (hoogdag op 17 juli): festival dicht bij Tsukuba in de prefectuurIbaraki. In de maand juli wordt het bestaan van het Suijin-gu schrijn in de stad Tsuchiura gevierd. Dit doet men door water te spatten op de draagbare schrijn.
- Toshigoi Matsuri 祈年祭: festival dat in de vroege lente in verschillende schrijnen wordt gehouden, waaronder ook in Suijin schrijnen. Men eert Kuni no Tokotachi no Kami (国之常立神), in de hoop op een goede rijstoogst.

## Boeddhisme

### Mythen
De boeddhistische tegenhanger van Mizu No Kamisama is de Suiten (水天), wat letterlijk water-deva betekent. Het woord deva komt uit het Sanskriet en betekent godheid. In het boeddhisme zijn er de Goden van de 12 richtingen, oftewel de 12 Deva's. Suiten is de meester der oceanen en rivieren.
Benzaiten (弁財天) is een watergodin die ook in Shintō te vinden is. Zij is een van de populairste godinnen in Japan en de enige vrouwelijke god onder de 'Zeven geluksgoden'. In de 8ste eeuw werd ze geadopteerd in het boeddhistische pantheon en gezien als de achtarmige wapen-zwaaiende beschermster van het land en het boeddhisme. In de 12de en 13de eeuw veranderde ze in de watergodin en patroonheilige van het leren, kunst en muziek, oftewel de dingen die 'vloeien zoals water'.

### Tempels
Boeddhistische heiligdommen worden 'tempels' genoemd. Een verschil met shintoïstische schrijnen is, dat ze in verschillende groottes kunnen voorkomen en ook gewijd kunnen zijn aan één god, terwijl tempels groter zijn, en vaak zelfs een heel complex van gebouwen beslaan vanwege de monniken die er wonen. Er worden vaak ook meerdere Boeddha's vereerd in tempels. Boeddhistische tempels zijn omgeven door groen en volgen het natuurlijke landschap, zoals bergen.
Een voorbeeld is de Kenchō-ji (建長寺) in Kamakura in de Kanagawa prefectuur. Het is een Zen-tempel van de Rinzai school en een van de Vijf Grote Zen-tempels in Kamakura (Kamakura Gozan). Het is het oudste Zen-klooster en leent zijn naam van de Kenchō jaartelling waar het in het vijfde jaar is gebouwd in opdracht van keizer Go-Fukakusa (1253).

### Feestdagen
- Okinohata Suitengu Festival 沖端水天宮 (3 tot 5 mei): gehouden in Yanagawa, Fukuoka. Het festival wordt gehouden bij het kanaal waar het schrijn staat en trekt jaarlijks zo'n 30.000 bezoekers. Er wordt voornamelijk gebeden voor bescherming tegen de verdrinkingsdood van kinderen.
- Suitengu Lente Festival (3 tot 5 mei): jaarlijks festival gehouden aan het Suiten-gu schrijn in Kurume, Fukuoka. Het festival zou een traditie van 800 jaar hebben. De deelnemers bidden voor een veilige bevalling, de gezondheid van hun kinderen en bescherming tegen verdrinking. Op 5 mei wordt dit festival ook gehouden in de andere Suiten-gu-sites in Japan.

## Andere

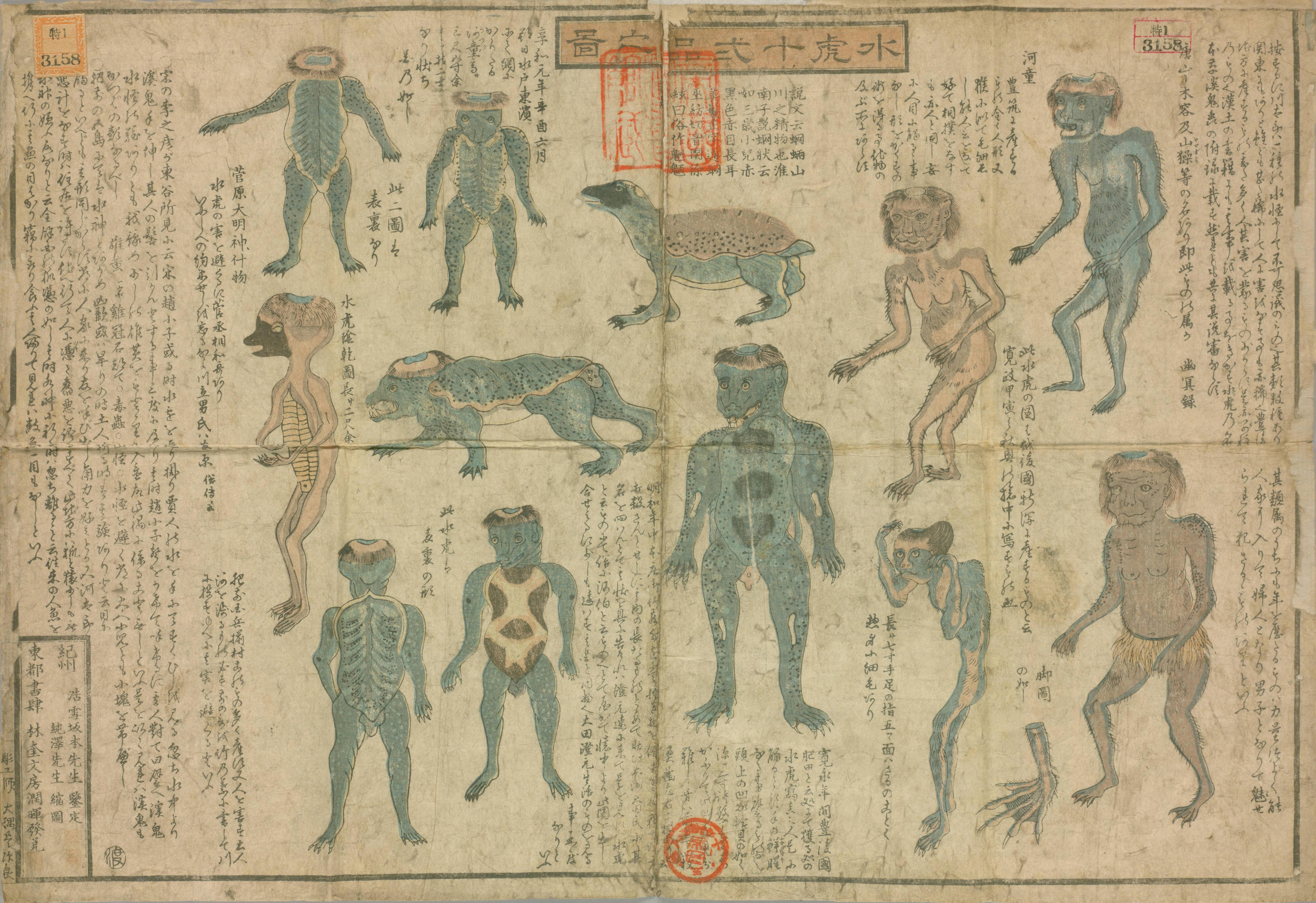
verschillende designs van de Kappa

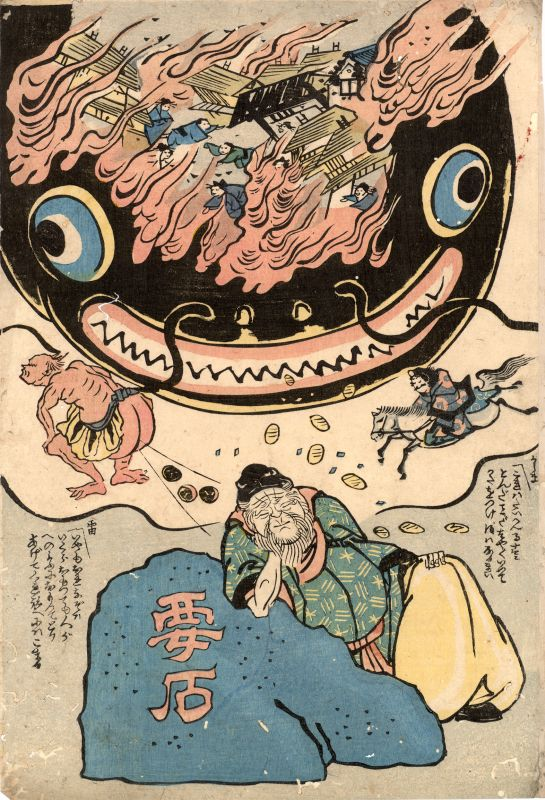
De Ōnamazu en onoplettende Kashima

Kappa (河童)De Kappa of riviergeest is een van de bekendere yōkai, oftewel monsters, uit Japanse legendes. De Kappa zou graag mensenvlees eten en het bloed van verdronkenen drinken. Hij zou ook kinderen die te dicht bij het water komen meesleuren. Een Kappa heeft het lichaam van een schildpad met op zijn hoofd een holte gevuld met water. Er is een legende dat een Kappa sterft als hij dit water verliest.
Hyōsube (兵主部)De Hyōsube is gerelateerd aan de Kappa, alleen nog gemener. De Hyōsube heeft en dikke laag haren en, hoewel ze net zoals de Kappa in de rivier wonen, komen ze soms een bad nemen in de huizen van mensen, waardoor die helemaal bedekt worden met haar. Mensen die de Hyōsube tegenkomen, worden vaak vermoord of gestraft.
Suiko (水虎)Ook de Suiko, letterlijk water-tijger, zijn gerelateerd aan de Kappa en worden hier vaak mee verwisseld. Ze zouden een kleine gestalte hebben, bedekt met harde schubben, en op hun knieën zitten haakjes die lijken op klauwen van een tijger. Net zoals de Kappa trekken Suiko mensen het water in en drinken hun bloed. De Suiko eten daarna de menselijke ziel, maar laten het lichaam daarna terug bovendrijven.
Ōnamazu (大鯰)Namazu of Ōnamazu is de naam voor de gigantische meervallen die sinds het ontstaan van de wereld in ondergrondse wateren zouden zwemmen en daardoor aardbevingen veroorzaken. De Ōnamazu zouden onder controle gehouden worden door de god Kashima, maar wanneer hij in slaap valt of even niet oplet, komen er aardschokken. Er heerst een geloof dat als men een afbeelding van de Ōnamazu, de Namazu-e, tegen het plafond hangt, dit het gebouw zou beschermen tegen aardbevingen.